# Кесонна хвороба
Кесо́нна хворо́ба, також  Декомпресійна хвороба (англ. aeroembolism, нім. Caissonkrankheit f, Dekompressionskrankheit f, Taucherkrankheit f, Aerämie f) — захворювання, яке виникає в організмі людини при швидкому переході з середовища з підвищеним атмосферним тиском повітря у середовище з нижчим тиском.
Виникає в результаті того, що розчинений у крові азот у процесі зниження тиску бурхливо виділяється з неї й не встигає дифундувати через легені назовні. У легкій і помірній своїй формі проявляється у вигляді м'язового болю, свербіння шкіри, носових кровотеч; у тяжкій  — може настати параліч ніг, ураження легень і серця. Ознаки з'являються незабаром після виходу з середовища підвищеного тиску.
Існує система аварійного транспортування водолаза — рятувальна система, що має дві стадії та призначена для транспортування водолазів, які продовжують зазнавати робочого тиску, наприклад, з шельфової конструкції на берегове декомпресійне устаткування.

### Історія
На кесонну хворобу з незапам'ятних часів хворіли збирачі губок і шукачі перлів, але до XIX століття вона не привертала особливої уваги в західному світі, та потім з'явилася у людей, які зовсім не намокали (чи в крайньому разі не дуже сильно і зазвичай не більше, ніж по коліно). Це були кесонники. Кесони — це замкнуті сухі камери, що створювали на річковому дні для полегшення будівництва опор мостів. Їх наповнювали стислим повітрям, і часто бувало, що робітники після тривалого перебування під підвищеним тиском відчували легкі симптоми на зразок шуму у вухах або шкірної сверблячки. Але деякі, не можна було заздалегідь передбачити хто, відчували сильніший біль в суглобах, а іноді падали з ніг в муках і часом більше вже не підіймалися. Усе це було вкрай незрозумілим. Іноді працівники лягали спати, почуваючись прекрасно, а вранці прокидались паралізованими. А іноді взагалі не прокидалися.
Окрім повної відмови від роботи в середовищі високого тиску існує всього два надійні способи уникнути кесонної хвороби.
Перший — піддаватися дії високого тиску дуже короткий час. Саме завдяки цьому фридайвери без шкоди можуть опускатися на глибину до 150 метрів. Вони не залишаються на глибині достатньо довго, щоб азот який знаходиться в організмі розчинився в тканинах.
Альтернативне рішення полягає в тому, щоб підійматися обережно, із зупинками, використовуючи засади за допомогою методів гіпербаричної медицини — декомпресії у декомпресійній камері. Це дозволяє бульбашкам азоту розсіятися без шкоди для організму.
Вагомий внесок у дослідження виживання в екстремальних умовах внесла незвичайна група науковців з батька та сина Джона Скотта і Дж. Б. С. Холдейнів.